# Славяносербская (предприятие)
Горно-обогатительная фабрика «Славяносербская» - промышленное предприятие в городе Зимогорье Славяносербского района Луганской области.

## История
Горно-обогатительная фабрика была построена в посёлке городского типа Черкасское Фрунзенского района Ворошиловградской области в соответствии с шестым пятилетним планом развития народного хозяйства СССР по проекту харьковского института "Южгипрошахт" и введена в эксплуатацию в ноябре 1958 года. Изначально, мощность фабрики обеспечивала возможность переработки и обогащения 900 тыс. тонн каменного угля в год, и на эти показатели предприятие вышло в конце 1959 года.
В дальнейшем, мощность фабрики была увеличена, и уже в 1965 году она составляла 990 тыс. тонн угля в год.
По состоянию на 1968 год, фабрика входила в число передовых предприятий угольной промышленности СССР, здесь был внедрён прогрессивный метод обогащения угля в гидроциклонах. В это время здесь действовали пять гидроциклонов, перерабатывавших по 50 м³ угля в час, численность работников предприятия составляла 260 человек (43 из которых являлись ударниками коммунистического труда).
В соответствии с восьмым пятилетним планом развития народного хозяйства СССР (1966 - 1970) была начата реконструкция обогатительной фабрики с увеличением мощности предприятия до 1,5 млн. тонн угля в год.
В целом, в советское время фабрика входила в число крупнейших предприятий города, на её балансе находились объекты социальной инфраструктуры.
После провозглашения независимости Украины государственное предприятие перешло в ведение министерства угольной промышленности Украины.
С весны 2014 года находится в составе Луганской Народной Республики.

## Деятельность
В целом, только за первые 60 лет деятельности (с ноября 1958 года до конца ноября 2018 года) фабрикой было переработано 45,197 млн. тонн рядового угля и выпущено 32,994 млн. тонн концентрата.